# Episodi di Balki e Larry - Due perfetti americani (quarta stagione)
La quarta stagione della serie televisiva Balki e Larry - Due perfetti americani è stata trasmessa in anteprima negli Stati Uniti d'America dalla ABC tra il 14 ottobre 1988 e il 5 maggio 1989.
| nº | Titolo originale         | Titolo italiano | Prima TV USA     | Prima TV Italia |
| -- | ------------------------ | --------------- | ---------------- | --------------- |
| 1  | The Lottery              |                 | 14 ottobre 1988  |                 |
| 2  | Assertive Training       |                 | 21 ottobre 1988  |                 |
| 3  | Aliens                   |                 | 28 ottobre 1988  |                 |
| 4  | Piano Movers             |                 | 4 novembre 1988  |                 |
| 5  | High Society             |                 | 11 novembre 1988 |                 |
| 6  | Up a Lazy River (Part 1) |                 | 18 novembre 1988 |                 |
| 7  | Up a Lazy River (Part 2) |                 | 25 novembre 1988 |                 |
| 8  | College Bound            |                 | 9 dicembre 1988  |                 |
| 9  | The Gift of the Mypiot   |                 | 16 dicembre 1988 |                 |
| 10 | Maid to Order            |                 | 6 gennaio 1989   |                 |
| 11 | That Old Gang of Mine    |                 | 13 gennaio 1989  |                 |
| 12 | Crimebusters             |                 | 20 gennaio 1989  |                 |
| 13 | Games People Play        |                 | 3 febbraio 1989  |                 |
| 14 | Come Fly with Me         |                 | 10 febbraio 1989 |                 |
| 15 | Blind Alley              |                 | 17 febbraio 1989 |                 |
| 16 | The 'King' and I         |                 | 24 febbraio 1989 |                 |
| 17 | Prose and Cons           |                 | 10 marzo 1989    |                 |
| 18 | Car Wars                 |                 | 17 marzo 1989    |                 |
| 19 | Just a Gigolo            |                 | 31 marzo 1989    |                 |
| 20 | Seven Card Studs         |                 | 14 aprile 1989   |                 |
| 21 | Teacher's Pest           |                 | 28 aprile 1989   |                 |
| 22 | Wedding Belle Blues      |                 | 5 maggio 1989    |                 |